# Madison Iseman
Madison Iseman (Myrtle Beach, 14 febbraio 1997) è un'attrice statunitense.

## Biografia
Madison nasce a Myrtle Beach, nel sud della Carolina.
Inizia con la recitazione nella serie televisiva Modern Family. Ottiene il suo primo ruolo di rilievo nella sitcom statunitense Still the King. Nel 2017 esce nelle sale il film Jumanji - Benvenuti nella giungla, nel quale interpreta il ruolo di Bethany, una delle giovani protagoniste che finiscono all'interno dell'universo di Jumanji. Nel 2018 la Iseman è protagonista del film Piccoli brividi 2 - I fantasmi di Halloween, sequel della pellicola del 2015 Piccoli brividi, interpretando l'adolescente Sarah Quinn. Sempre nel 2018 l'attrice viene confermata nel cast del terzo capitolo di Annabelle, film horror uscito nel 2019.
Nel 2023 è protagonista nel ruolo di Isabel di Thule / Atena in I Cavalieri dello Zodiaco insieme a Mackenyu.

## Filmografia

### Cinema
- Tales of Halloween, regia di registi vari (2015)
- Jumanji - Benvenuti nella giungla (Jumanji: Welcome to the Jungle), regia di Jake Kasdan (2017)
- Piccoli brividi 2 - I fantasmi di Halloween (Goosebumps 2: Haunted Halloween), regia di Ari Sandel (2018)
- Annabelle 3 (Annabelle Comes Home), regia di Gary Dauberman (2019)
- Ragazze ribelli - Riot Girls (Riot Girls), regia di Jovanka Vuckovic (2019)
- Jumanji: The Next Level, regia di Jake Kasdan (2019)
- La lista dei fan**lo (The F**k-It List), regia di Michael Duggan (2020)
- Nuvole (Clouds), regia di Justin Baldoni (2020)
- Nocturne, regia di Zu Quirke (2020)
- I Cavalieri dello zodiaco (Knights of the Zodiac), regia di Tomasz Baginski (2023)

### Televisione
- Modern Family – serie TV, episodio 6x04 (2014)
- The Social Experiment - serie TV, 6 episodi (2015)
- Henry Danger – serie TV, episodi 1x23-1x24, 2x03 (2015)
- Kirby Buckets – serie TV, episodio 2x04 (2015)
- The Real O'Neals – serie TV, episodio 1x04 (2016)
- Non ti libererai di me (Killer Coach), regia di Lee Friedlander – film TV (2016)
- Still the King – serie TV, 26 episodi (2016-2017)
- So cosa hai fatto (I Know What You Did Last Summer) – serie TV, 8 episodi (2021)
- American Horror Stories – serie TV, episodio 2x07 (2022)

## Doppiatrici italiane
Nelle versioni in italiano delle opere in cui ha recitato, Madison Iseman è stata doppiata da:
- Emanuela Ionica in Jumanji - Benvenuti nella giungla, Jumanji: The Next Level, La lista dei fan**lo, So cosa hai fatto, I Cavalieri dello zodiaco
- Margherita De Risi in Piccoli brividi 2 - I fantasmi di Halloween, Annabelle 3, Nuvole
- Lucrezia Marricchi in Henry Danger
- Federica Simonelli in Nocturne
- Veronica Puccio in American Horror Stories